# Landmann (titre)
 (septembre 2018).
Si vous disposez d'ouvrages ou d'articles de référence ou si vous connaissez des sites web de qualité traitant du thème abordé ici, merci de compléter l'article en donnant les références utiles à sa vérifiabilité et en les liant à la section « Notes et références ».
Landmann ou Landmann von est une qualification noble allemande portée par les membres de la noblesse non titrée. 
Landmann est une qualification aristocratique principalement portée dans les États du sud du Saint-Empire (en Bavière notamment). Les landmänner avaient rang sous les Edler (nobles) et les Ritter (chevaliers),.

## Histoire
Le terme Landmann désigne les membres issus de branches cadettes nobles qui n'ont pas hérité de titres. Ils forment une aristocratie foncière composée de gentilshommes qui sont propriétaires de domaines ruraux. Ces petits nobles ont le droit de rattacher le nom de leur terre à leur patronyme pour marquer leur appartenance à la noblesse. Leur domaine foncier était désigné par le terme allemand Landmannschaft. Les Landmänner sont similaires à la gentry  et à la landed gentry britannique.
La particule « von » représentait une attache ancienne à la terre alors que le « zu » marquait un changement de terre ajouté au nom ou une acquisition récente. 
Bien souvent les Landmänner étaient d'une noblesse assez ancienne voir immémoriale (Uradel) et ainsi pouvaient se sentir supérieurs à des titres plus élevés mais plus récents comme duc ou prince. L'ancienneté de la noblesse était, comme dans de nombreux autres pays, un élément de prestige qui était très souvent plus important que le rang du titre lui-même. 
Les armoiries des Landmänner sont en général surmontées d'un heaume et d'un tortil.

### Prédicat
Landmann étant une qualification noble et non un titre, son porteur se fait appeler par le prédicat « Herr » (de) qui peut se traduire par Monsieur ou Monseigneur (équivalent allemand du Sir anglais).
Il est d'usage pour l'aîné d'un Landmann de prendre du vivant de son père le prédicat de « Jung Herr » (jeune Herr). Lorsqu'il deviendra par la suite Herr il abandonnera le prédicat de Jung Herr.

## Transmission de la noblesse
Les règles de transmission dans le Saint-Empire étaient généralement plus souples et beaucoup moins uniformes que dans d'autres pays d'Europe. La règle est la primogéniture par préférence masculine à degré égal qui dit que l’aîné des garçons hérite du titre même s’il a une sœur aînée. Les filles ne sont cependant pas exclues de l’ordre de succession contrairement à la succession de type salique.
Ainsi en l'absence d'héritiers masculins une fille pouvait recevoir en héritage – et donc transmettre – le nom, le titre et l’ensemble du patrimoine qui lui est associé. En France ou en Angleterre la succession était toujours dans le sens de la primogéniture masculine. Dans le cadre du Saint-Empire cela est loin d'être une généralité. Lorsqu’une fille sans frère épousait un noble de condition inférieure, elle pouvait imposer un relèvement complet de noms et d’armes (son mari renonçait entièrement à son nom et à ses propres armoiries pour adopter ceux de sa femme). Lorsqu’en revanche elle épouse un aîné de condition égale, le contrat de mariage stipulait en général soit le relèvement du nom et des armes par un fils cadet, soit le port conjoint du nom et des armes des deux maisons par l’héritier principal. 
Les titres concédés personnellement et donc non héréditaires disparaissent à la mort du titulaire mais il peut arriver que la famille et les héritiers d'un titre personnel se voient quand même octroyer le statut de « noble » et sont intégrés à la noblesse sans titre du Saint-Empire notamment lorsque l'anobli à titre personnel avait occupé une fonction majeure dans le Saint-Empire. De plus la noblesse personnelle était, en Bavière, accordée à l’épouse.

## Vénalité de la noblesse sans titre
L'appartenance à la noblesse sans titre pouvait se faire de différentes manières : par relégation après la perte d'un titre plus élevé et d'un fief, soit par l'achat ou l'octroi d'une fonction qui permettait d'accéder à la noblesse sans titre (être héraut d'armes permettait d'accéder à la noblesse).
Appartenir à la noblesse sans titre était considéré comme un statut social prestigieux parmi la bourgeoisie fortunée, car la noblesse non titrée était accessible par l'achat d'une lettre de noblesse ou d'une charge. 
Les prix des lettres de noblesse et des charges variaient considérablement d'une région/d'un État à l'autre et étaient basés sur un calcul complexe qui tenait compte de la situation économique de la région, du nombre d'habitants et du taux de nobles par rapport à la population totale de la région. Les lettres de noblesse coûtaient en moyenne plusieurs centaines de florins. 

## Équivalence européenne
| Pays / État | Titre ou rang équivalent à Landmann |
| ----------- | ----------------------------------- |
| France      | Écuyer                              |
| Autriche    | Edler                               |
| Royaume-Uni | Esquire                             |
| Espagne     | Hidalgo                             |
| Belgique    | Écuyer / Jonkheer                   |
| Pays-Bas    | Jonkheer                            |
| Italie      | Patricien                           |
| Russie      | Dvoryanin                           |